# Süßbach (Bever)
Der Süßbach ist ein Fließgewässer im Landkreis Osnabrück in Niedersachsen.

## Verlauf
Dieser 12,1 km lange linke Oberlauf der Bever entfließt südostwärts einem kleinen Teich an der Springmühle nördlich des Hauptortes der Gemeinde Bad Rothenfelde. Von dort schlägt er einen Rechtsbogen östlich um die meisten Siedlungsteile von Bad Rothenfelde und fließt an dessen Ende dann beständig in südwestlicher Richtung. Dabei passiert er den rechts liegenden Ortsteil Aschendorf von Bad Rothenfelde.
Zusammen mit dem 4,3 km langen, von Nordnordosten aus der Nähe von Bad Laer kommenden Salzbach vereint sich der Süßbach südöstlich von Schierloh, einem Ortsteil der Gemeinde Glandorf, zur Bever, die dann etwa in der Zuflussrichtung des Süßbachs weiterläuft.